# Танетский ярус
| система                                                                          | отдел    | ярус          | Нижняя граница, млн лет |
| -------------------------------------------------------------------------------- | -------- | ------------- | ----------------------- |
| Неоген                                                                           | Миоцен   | Аквитанский   | 23,04                   |
| Палеоген                                                                         | Олигоцен | Хаттский      | 27,3                    |
| Палеоген                                                                         | Олигоцен | Рюпельский    | 33,9                    |
| Палеоген                                                                         | Эоцен    | Приабонский   | 37,71                   |
| Палеоген                                                                         | Эоцен    | Бартонский    | 41,03                   |
| Палеоген                                                                         | Эоцен    | Лютетский     | 48,07                   |
| Палеоген                                                                         | Эоцен    | Ипрский       | 56,0                    |
| Палеоген                                                                         | Палеоцен | Танетский     | 59,24                   |
| Палеоген                                                                         | Палеоцен | Зеландский    | 61,66                   |
| Палеоген                                                                         | Палеоцен | Датский       | 66,0                    |
| Мел                                                                              | Верхний  | Маастрихтский | больше                  |
| Деление и золотые гвозди в соответствии с IUGS по состоянию на декабрь 2024 года |          |               |                         |

Танетский ярус (танет) — верхний (третий) ярус палеоценового отдела палеогеновой системы кайнозойской эратемы. Породы танетского яруса образовались в течение танетского века, который продолжался от 59,2 до 56,0 млн лет назад.
Отложения танетского яруса подстилаются породами зеландского яруса палеоценовой эпохи палеогенового периода, перекрываются отложениями ипрского яруса эоценовой эпохи того же периода кайнозойской эры.
Этот ярус впервые выделил швейцарский геолог Эжен Реневье в 1873 году. Название получил от бывшего острова Танет (англ.) в районе Танет английского графства Кент.